# 236
| 236                |
| ------------------ |
| Dødsfald - Fødsler |
|                    |

| Gregoriansk kalender | 236 CCXXXVI             |
| Ab urbe condita      | 989                     |
| Armensk kalender     | I/T                     |
| Kinesiske kalender   | 2932 – 2933 乙卯 – 丙辰 |
| Etiopisk kalender    | 228 – 229               |
| Jødisk kalender      | 3996 – 3997             |
| Hindukalendere       |                         |
| - Vikram Samvat      | 291 – 292               |
| - Shaka Samvat       | 158 – 159               |
| - Kali Yuga          | 3337 – 3338             |
| Iransk kalender      | 386 BP – 385 BP         |
| Islamisk kalender    | 398 BH – 397 BH         |

Se også 236 (tal)

## Begivenheder
- Januar: Fabian bliver ny pave efter Anterus' død.

## Dødsfald
- Pave Anterus 1.